# Богдан Богданов (финансист)
Вижте пояснителната страница за други личности с името Богданов.
Богдан Валериев Богданов е български финансист и политик.
Богдан Богданов е бакалавър по финанси от Висшето училище по застраховане и финанси. Магистърската си степен придобива в университетите УНСС и Nottingham Trent University във Великобритания по специалността „Европейски бизнес и финанси“. Повече от 10 години е специалист по бизнес развитие и структуриране на инвестиционни проекти.
Работил е за български и чуждестранни компании с фокус в производства с развойна дейност и висока добавена стойност.
Богдан Богданов е изпълнителен директор на Българската агенция за инвестиции (БАИ) от април 2022 г. до избирането му за министър на икономиката и индустрията в правителството на Николай Денков през юни 2023 г.